# 곤양고등학교
곤양고등학교(昆陽高等學校)는 대한민국 경상남도 사천시 곤양면 서정리에 있는 공립 고등학교이며, 전교생이 40여명 이하 적은 관계로 인한 고등학교이다.

## 역사
1970년대 곤양을 중심으로 하여 서포ㆍ곤명지역에 고등학교가 없어 고등학교 진학을 위해 도시로 유학을 떠나거나 인근 지역 고등학교로 진학을 해야 했으나 가정형편이나 입시경쟁으로 뜻을 이루지 못하는 중학교 졸업자가 너무 많아 고등학교의 설립이 강하게 대두되었다. 당시 고등학교 설립을 위하여 오랫동안 뜻을 가진 독지가인 통일주체국민회의 대의원 강춘성(姜春成)이 곤양면장을 역임한 강재관(姜在寬)의 유지에 따라 고등학교 설립에 따른 지방부담인 학교부지 조성을 위해 최홍배(崔弘培)씨 소유 전답 2,000평과 문한상(文翰尙)씨 소유 임야 1,000여평을 매입하여 3,000여평을 기증함으로써 곤양고등학교 설립 업무가 본격적으로 추진되어 마침내 1973년 사천시 최초 일반계 공립고등학교 인 곤양고등학교가 개교하게 되었다. 2023년 개교 50주년을 맞는 곤양고등학교는 농촌 인구의 급감으로 인한 어려움에도 소규모학교의 특색을 잘 살려 개교이념대로 곤양, 곤명, 서포 지역 학생들의 수요를 충족시키면서 지역학교로서 지역사회와 공존하는 방향으로 학교 발전 방향을 모색하고 있다.

## 학교 연혁
- 1972년 10월 9일 : 본관 신축
- 1972년 12월 26일 : 곤양종합교등학교 설립 인가
- 1973년 3월 7일 : 곤양종합고등학교로 개교
- 1976년 2월 28일 : 제1회 졸업(72명)
- 1978년 3월 1일 : 일반계 곤양고등학교로 교명 변경
- 2021년 9월 1일 : 박근태 제23대 교장 취임
- 2025년 2월 7일 : 제50회 졸업(12명) 졸업생 총수 3,640명
- 2025년 3월 4일 : 신입생 입학(6명)

## 참고 자료
- 곤양고등학교 - 한국교육학술정보원 학교알리미